# Slaská
Slaská – wieś (obec) na Słowacji położona w kraju bańskobystrzyckim, w powiecie Żar nad Hronem. Pierwsze wzmianki o miejscowości pochodzą z roku 1454.
Według danych z dnia 31 grudnia 2012, wieś zamieszkiwało 479 osób, w tym 244 kobiety i 235 mężczyzn.
W 2001 roku pod względem narodowości i przynależności etnicznej 97,66% mieszkańców stanowili Słowacy, a 0,64% Czesi.
Ze względu na wyznawaną religię struktura mieszkańców kształtowała się w 2001 roku następująco:
- Katolicy rzymscy – 89,57%
- Ewangelicy – 0,43%
- Ateiści – 4,68%
- Nie podano – 5,32%